# Sinagoga Sahar Hassamain

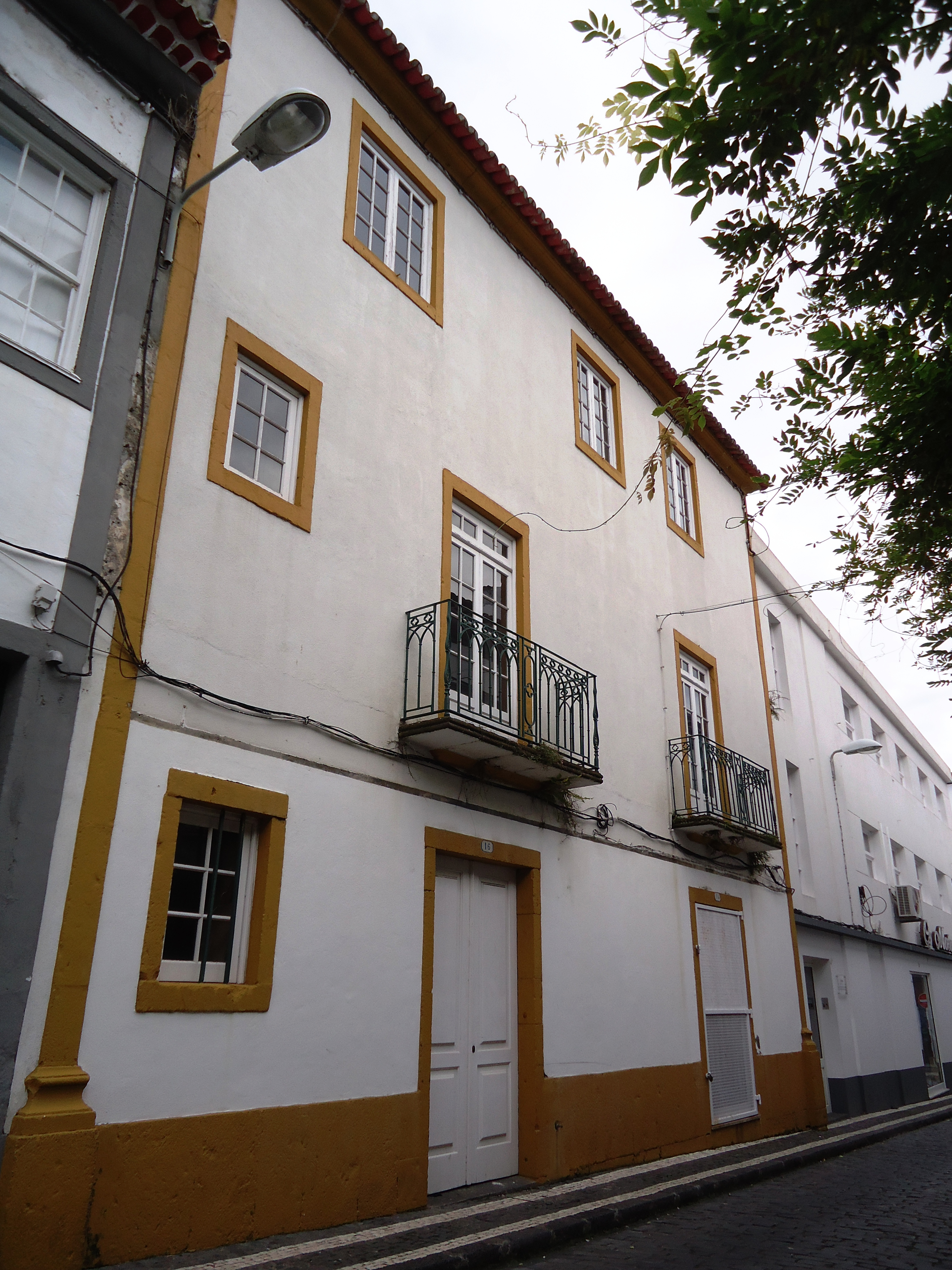
Sinagoga Sahar Hassamain, Ponta Delgada, ilha de São Miguel, Açores.

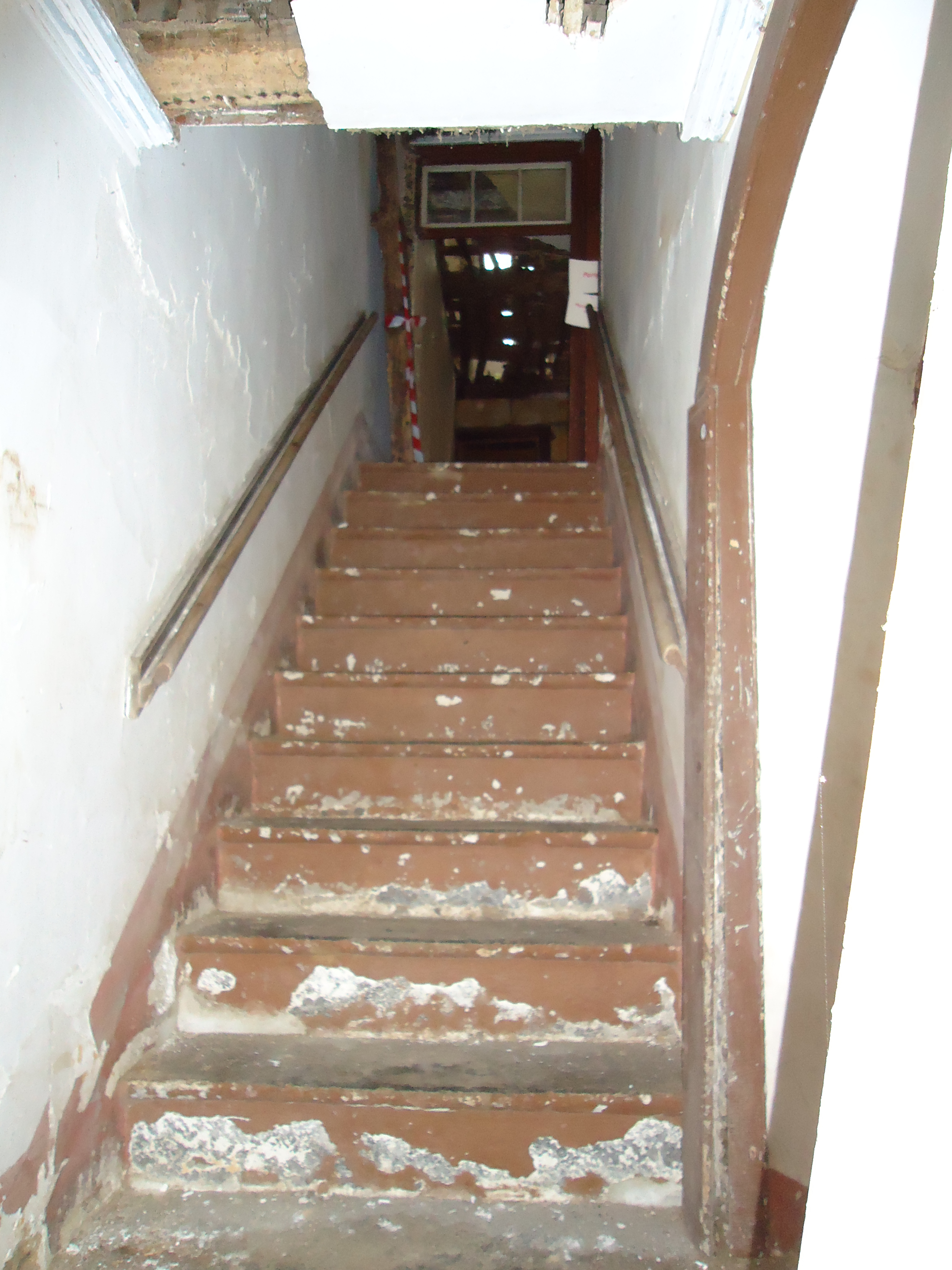
Sinagoga Sahar Hassamain: aspecto do interior antes da reforma.

A Sinagoga Sahar Hassamain (cuja possível tradução é "Porta dos céus") ou (uma melhor tradução conceito "Portão do(s) Céu(s)" em hebraico שער השמים lendo-se "Shaיar Hashamayim") localiza-se na rua do Brum n.º 16, na cidade e concelho de Ponta Delgada, na ilha de São Miguel, nos Açores. Destaca-se por ser uma das mais antigas de Portugal e um dos únicos vestígios da cultura hebraica no arquipélago. Fundada por Abraão Bensaude juntamente com outros membros da comunidade judaica da cidade, em 1836, num edifício adquirido para esse efeito, é a mais antiga sinagoga portuguesa construída após a expulsão dos judeus do país. Foi uma das cinco outrora existentes em Ponta Delgada, constituindo-se na única ainda existente, tendo servido tanto para o culto como residência do rabino.

## História

### Antecedentes
As primeiras referências ao estabelecimento de famílias judaicas nos Açores datam da primeira metade do século XIX, oriundas do Marrocos, de onde saíram devido às restrições económicas que ali lhes estavam sendo impostas à época. No mesmo período a ação do Santo Ofício declinara em Portugal e o advento do Liberalismo, nomeadamente após a Revolução Liberal do Porto (1820), atraíram essas populações, com provável ascendência portuguesa. Desse modo, diversas famílias começaram a acorrer para os Açores, registando-se a fixação dos Abohbot, Benarus, Levy, Zagory e Bensabat (Bensabath). A aceitação dos hebreus nessas comunidades à época, contrasta com as perseguições movidas pelo Santo Ofício nos séculos anteriores.

### Estabelecimento
O imóvel foi adquirido em 21 de dezembro de 1836 por iniciativa de Abraão, Elias e Salomão Bensaude, Isaac Zafrany, Salão Buzagio, Fortunato Abecassis, e José Azulay, comerciantes judaicos chegados a São Miguel na década anterior.
No século XX, até à década de 1950, o edifício, na parte de moradia, foi habitado pela família Sebag. Com a ausência de fiéis na ilha, nunca mais se realizaram ofícios religiosos na sinagoga, vindo o edifício a entrar em processo de degradação.

### Atualidade
Ao final da década de 1990 Jorge Delmar, Luís Bensaúde e Eduardo Oliveira lavraram um acordo de cedência do edifício à Comunidade Israelita de Lisboa que, por sua vez o cedeu à Câmara Municipal de Ponta Delgada, pelo prazo de 99 anos, a fim de ser restaurado e musealizado o espaço de culto. No contexto das comemorações dos 190 anos da chegada dos primeiros judeus aos Açores, desde março de 2009, esteve temporariamente aberta aos sábados para visitas guiadas.
Pelo exterior, o edifício não é reconhecível, uma vez que foi construído com a fachada típica de uma casa de moradia açoriana. O seu interior mantém a traça original, estando em exposição alguns objetos de culto, com destaque para uma cadeira de circuncisão (1819), candelabros e documentação histórica diversa, em hebraico.
Além de templos, as sinagogas tinham ainda a função de escolas e de locais de reunião para a comunidade. O arquipélago chegou a dispor de outras sinagogas além desta, nas ilhas Terceira e do Faial. Além desta sinagoga, resta apenas o cemitério hebraico de Santa Clara na mesma cidade, datado de 1834, e o Cemitério dos Hebreus em Angra do Heroísmo, de 1832.

### O projeto de recuperação
Em 2010 foram encontrados objetos de culto, documentos manuscritos e impressos que constituem um valioso espólio sobre a história da comunidade.
As instalações da antiga sinagoga foram cedidas pela Comunidade Israelita de Lisboa à Câmara Municipal de Ponta Delgada que procedeu à recuperação do imóvel, visando a sua requalificação como museu e a dinamização do seu espaço para fins culturais e de turismo.
Após a conclusão das obras, o edifício foi reaberto ao público no dia 23 de abril de 2015, dia de Yom HaAtzmaut.